# Pesti Hírlap (napilap, 1990–1994)
A Pesti Hírlap 1990 és 1994 között több, hasonló címen megjelent konzervatív napilap volt. 1990-től 1992-ig Reggeli Pesti Hírlap, majd néhány napig, 1992. március 13. és március 30. között Napi Pesti Hírlap, 1992 és 1994 között pedig Pesti Hírlap címen adták ki. Megszűnésére lényegében a kormányváltás és az Új Magyarország című napilap megjelenése miatt került sor.

## Története
Az újságot a Pesti Hírlap Kft. adta ki, melyet Varga István vállalkozó hozott létre. A lapot 1990 március 15-én tervezték megjelentetni – még Pesti Hírlap címen –, azonban bonyolult nyomdai problémák miatt (az Athenaeum Nyomda – ahol a szerkesztőség irodái is voltak – végül nem vállalta a lap előállítását, ezért az utolsó pillanatban a Szikra Lapnyomdával kellett szerződni) csak 1990. április 14-én jelent meg. A lap eredeti neve Pesti Hírlap lett volna – idézve Kossuth Lajos azonos című napilapját -, de ezt a nevet nem használhatták, mert valaki levédte előttük, ezért jelent meg a  Reggeli Pesti Hírlap címen. A lap első főszerkesztője Riskó Géza volt, főszerkesztő-helyettese Juhani Nagy János.
A kiadást övező gazdasági nehézségek ellenére a lap két évig fennmaradt, de 1992-től Varga István a vállalkozásainak pénzügyi gondjai miatt nem finanszírozta tovább. Bencsik András főszerkesztő vezetésével a szerkesztőség 1992. február 6-án létrehozta a 150 ÉV Alapítványt, melynek legnagyobb alapító befizetői a Magyar Villamos Művek és a MOL voltak. A Závodszky Péter egyetemi tanár által vezetett alapítvány a Művelődési Minisztériumtól megkapta a Pesti Hírlap alapító okiratát, és így a lap Pesti Hírlap címen újjászületett.
Az új folyam első száma 1992. február 8-án jelent meg, új főszerkesztője Bencsik András lett. Címlapján a szerkesztőség tagjai és támogatói voltak láthatóak, a Pesti Hírlap „baráti köre”. A fenntartó alapítvány nagyrészt állami vállalatok adományaiból, illetve tartós hirdetési szerződések útján finanszírozta az újságot, ezek segítségével a Pesti Hírlap vidéki mutációi is meg tudtak jelenni Jászkun Krónika és Nógrádi Krónika címen. 1994-ben a példányszám 50 ezerre nőtt,  de nyárra a lap megbukott, ami gazdasági okokkal indokolható, hiszen a parlamenti választáson az MSZP győzött, és a támogatók „igazodtak” az új helyzethez. Az újság megszűnésére valószínűleg hatással volt az Antall-kormány által indított Új Magyarország című lap is, ami erős konkurenciát jelentett. Utoljára 1994. június 4-én, szombaton jelent meg, és bár Bencsik András csak szüneteltetésről beszélt, sőt, A Pesti Hírlap Baráti Köre jogi személyiségű egyesületként bejegyezve megkezdte a szervezést és pénzgyűjtést a kossuthi hagyományokhoz hű lap újraindításához, valójában a napilap nem jelent meg többé.

### Megítélése
A lap megítélése a mai napig ellentmondásos. Az 1990-92 közti időszakban egyértelmű a távolságtartás a konzervatív szellemiségű lap és az egyébként szintén konzervatív Antall-kormány között. Az 1992 utáni időszakot illetően már eltérnek a vélemények: a Beszélő 2001-ben felidézi Lovas István, a lap korábbi főmunkatársának levelét, amelyben cáfolja, hogy a Pesti Hírlap szervilisen kormánypárti lett volna, és emlékeztet: Bencsik András főszerkesztő maga is az akkori parlamenti többséget alkotó Magyar Demokrata Fórum tagja volt. A Beszélő szerint a Pesti Hírlapnál 1991-ben politikai tisztogatás folyt. A Magyar Nemzet ugyanakkor 2015-ben azt idézi fel, hogy a Pesti Hírlapot a balliberális oldal oktalanul nácizta, míg az új jobboldali hatalomnak sem tetszett a függetlenséghez való ragaszkodás, és hogy a kormányzat 1991-ben épp azért hozta létre az Új Magyarország című napilapot, mert nem tudott irányítási opciót szerezni a függetlenségéhez ragaszkodó Pesti Hírlapban.